# 菱铁矿

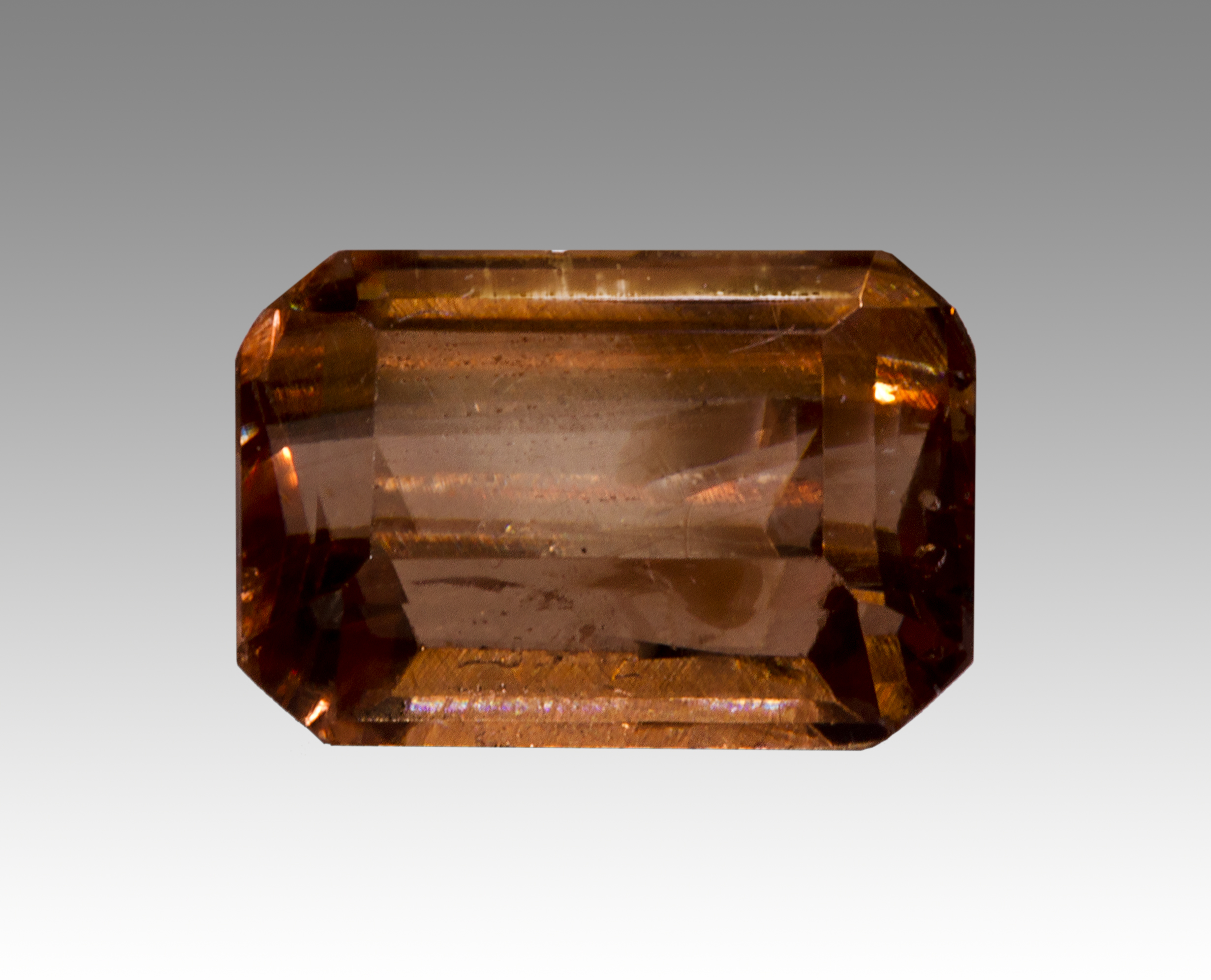
菱切

菱铁矿（Siderite）是一种分布比较广泛的矿物，屬鐵的碳酸盐矿物，成份為碳酸亚铁（FeCO3）。它含有48％的铁而不含有硫或磷，所以它是一个有价值的铁矿物。锌，镁和锰通常替代铁造成菱铁矿-菱锌矿，菱铁矿-菱镁矿和菱铁矿-菱锰矿固溶体系列。
菱铁矿的莫氏硬度为3.75-4.25，比重为3.96，有白色条纹和玻璃光泽或珍珠光泽。
菱铁矿产于热液矿脉和沉积矿床中，并与重晶石，萤石，方铅矿，以及其他矿物是相关的。它也是在页岩和砂岩中常见成岩作用的矿物，在其中它有时形成凝结物。自然界的菱铁矿含有不同数量的杂质，一般经焙烧后可作炼铁原料。